# Boleslao I di Teschen
Boleslao I di Teschen (dopo il 1363 – 6 maggio 1431) è stato il quarto Duca di Teschen.
Egli era figlio di Premislavo I Noszak, Duca di Teschen, e di sua moglie Elisabetta.
Alla morte del padre, Boleslao I decise di dividere i suoi possedimenti e l'11 novembre 1416 reificò l'atto, mantenendo per sé il Ducato di Teschen, Bytom e metà di Głogów.
Come il padre, anche Boleslao I fu attivo nella politica estera. Nel 1414 partecipò alla Guerra Polacco-Teutonica, schierandosi con Ladislao Jagellone. Boleslao I inoltre supportò i boemi durante la guerra agli hussiti, ma non prese parte personalmente agli scontri.
Nella politica interna, si impegnò per lo sviluppo delle città. Egli concesse molti diritti alle città, come ad esempio Frýdek e Bielsko. Questo era in parte motivato dalla mancanza di denaro liquido nelle casse statali e, visto che questi privilegi erano a pagamento, essi costituivano un valido vitalizio per lo stato.
Alla sua morte, la moglie Eufemia ottenne il controllo del ducato con i figli. Ella continuò sostanzialmente la politica del marito, supportando le città, e nel 1438 prendendo parte alla decisione di concedere a Teschen la possibilità di coniare monete. Ella inoltre permise la vendita dei Ducati di Oświęcian e Siewierz a Zbigniew Oleśnicki, Vescovo di Cracovia.
Ella venne presumibilmente sepolta assieme al marito nella chiesa dei Domenicani di Teschen.

## Matrimonio e figli
Attorno al 1405-1407 egli sposò Małgorzata, figlia del Duca Giovanni I di Racibórz. Ad ogni modo, questa sua moglie morì dopo non molto tempo e Boleslao si risposò nuovamente nel 1412 con Eufemia (detta anche Ofka), figlia di Siemowit IV di Masovia, la quale gli diede cinque figli.